# Phylactella vibraculata
Phylactella vibraculata är en mossdjursart som beskrevs av Calvet 1931. Phylactella vibraculata ingår i släktet Phylactella och familjen Smittinidae. Inga underarter finns listade i Catalogue of Life.